# Несо, Тормоу
Тормо́у Несо́ (фар. Tormóð Nesá; род. 2 ноября 1959 года в Тофтире, Фарерские острова) — бывший фарерский футболист, защитник, выступавший за клуб «Б68».

## Биография
Воспитанник тофтирского футбола. Тормоу дебютировал за «Б68» 24 мая 1979 года в матче кубка Фарерских островов против второй команды столичного «ХБ». 26 мая 1980 года защитник забил первый гол в карьере, поразив ворота «ХБ» в кубковом поединке. В 1979—1980 годах он был важным игроком центра обороны тофтирцев в первой лиге, внеся серьёзный вклад в выход клуба в высший фарерский дивизион. Свою первую игру в чемпионате Фарерских островов Тормоу сыграл 26 апреля 1981 года, это была встреча с клаксвуйкским «КИ». Он был игроком ротации в двух первых сезонах тофтирского коллектива в элите, а затем осел в запасе команды, что не помешало ему выиграть титулы чемпиона архипелага в 1984 и 1985 годах. В 1988 году Тормоу сыграл последний матч за первую команду «Б68». Затем он был переведён в дублирующий состав клуба, выступавший в первом дивизионе. Защитник провёл там две игры за два сезона, после чего закончил карьеру.
Тормоу с ранних лет занимается рыбной ловлей. Его сын Маннбьёрн пошёл по стопам отца и стал футболистом. Младший брат Тормоу Кьяртан и племянник Мадс также были футболистами. Все они выступали исключительно за «Б68».

## Достижения

### Командные
«Б68»
- Чемпион Фарерских островов (2): 1984, 1985
- Победитель первого дивизиона (1): 1980